# Torre Gioia 22
La Torre Gioia 22 es un rascacielos de la ciudad de Milán en Italia.

## Historia
El 16 de noviembre de 2017 el grupo Coima Sgr presentó el proyecto de la nueva torre de oficinas, realizado por el estudio de arquitectura de César Pelli y parte del más amplio proyecto de rehabilitación urbana conocido como Progetto Porta Nuova. Los trabajos de construcción del rascacielos, que empezaron en 2018 con la demolición de un precedente edificio institucional abandonado desde 2012, se acabarán en 2021.

## Descripción
Con 121 metros de altura y 26 pisos la Torre Gioia 22 es el noveno edificio más alto de Milán. Con su particular forma, que es parecida a la de un trozo de cristal, el rascacielos ya es un icono del panorama urbano de Milán.
El proyecto será también respetuoso con el medio ambiente y por eso conseguirá la certificación LEED.